# Brian Peaker
Brian Ronald Peaker (født 26. maj 1959 i London, Canada) er en canadisk tidligere roer.
Peaker var med i den canadiske letvægtsfirer, der vandt sølv ved OL 1996 i Atlanta, første gang disciplinen var med på OL-programmet. Båden bestod desuden af Jeffrey Lay, Dave Boyes og Gavin Hassett. Canadierne blev i finalen kun besejret af Danmark, der vandt guld, mens USA tog bronzemedaljerne. Han deltog ikke i andre udgaver af OL.
Peaker vandt desuden en VM-guldmedalje i letvægtsotter ved VM 1993 i Tjekkiet.

## OL-medaljer
- 1996:  Sølv i letvægtsfirer